# أليكساندر غرينير
أليكساندر غرينير هو لاعب هوكي الجليد كندي، ولد في 5 سبتمبر 1991 في لافال في كندا.

## وصلات خارجية
- أليكساندر غرينير على موقع دوري الهوكي الوطني (الإنجليزية)
- أليكساندر غرينير على موقع EliteProspects.com (الإنجليزية)
- أليكساندر غرينير على موقع HockeyDB.com (الإنجليزية)
- أليكساندر غرينير على موقع Hockey-Reference.com (الإنجليزية)